# Рос Конг
Рос Конг (Ros Kong) — камбоджійський дипломат. Надзвичайний і Повноважний Посол Королівства Камбоджа в Україні за сумісництвом (2000—2003).

## Життєпис
З липня 1987 року — Надзвичайний і Повноважний Посол Королівства Камбоджа на Кубі, з акредитацією в Нікарагуа.
З 1999 по 2004 рр. — Надзвичайний і Повноважний Посол Королівства Камбоджа в РФ..
31 серпня 1999 року — вручив вірчі грамоти Президенту Росії Борису Єльцину.
З 2000 по 2003 рр. — Надзвичайний і Повноважний Посол Королівства Камбоджа в Україні за сумісництвом.
23 травня 2000 року — вручив вірчі грамоти Президенту України Леоніду Кучмі.
З 2000 по 2003 рр. — Надзвичайний і Повноважний Посол Королівства Камбоджа у Вірменії за сумісництвом. Вручив вірчі грамоти Президенту Вірменії Роберту Кочаряну